# Castiglione d'Adda
Castiglione d'Adda is een gemeente in de Italiaanse provincie Lodi (regio Lombardije) en telt 4867 inwoners (31-12-2004). De oppervlakte bedraagt 13,1 km², de bevolkingsdichtheid is 362 inwoners per km².
De volgende frazioni maken deel uit van de gemeente: Cassinette.

## Demografie
Castiglione d'Adda telt ongeveer 1910 huishoudens. Het aantal inwoners steeg in de periode 1991-2001 met 5,0% volgens cijfers uit de tienjaarlijkse volkstellingen van ISTAT.
| Jaar | Inwoneraantal |
| ---- | ------------- |
| 1991 | 4524          |
| 2001 | 4750          |

## Geografie
De gemeente ligt op ongeveer 60 m boven zeeniveau.
Castiglione d'Adda grenst aan de volgende gemeenten: Bertonico, Formigara (CR), Gombito (CR), Camairago en Terranova dei Passerini.

## Externe link

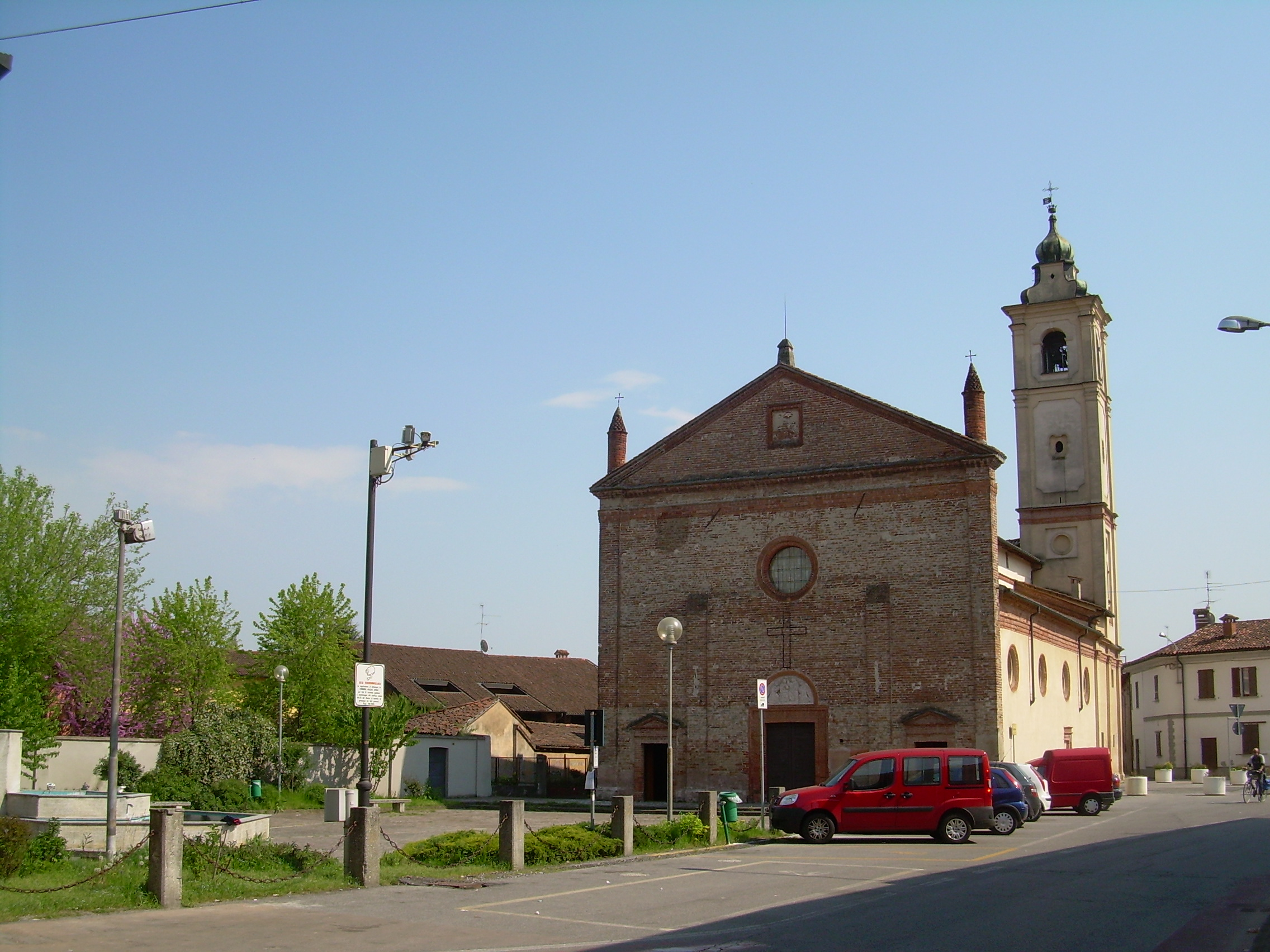